# Olgiate Molgora

Gemeinde Olgiate Molgora in der Provinz Lecco

Olgiate Molgora ist eine Gemeinde in der Provinz Lecco in der italienischen Region Lombardei mit 6284 Einwohnern (Stand 31. Dezember 2023).
Die Gemeinde liegt zentral in Bezug auf Mailand, Lecco, Como, Bergamo und Monza und ist daher gut an die wichtigsten städtischen, touristischen und Produktionszentren angebunden. Das Vorhandensein des Olgiate-Calco-Brivio Bahnhofs, der von der Mailänder S-Bahn bedient wird, mit häufigen Verbindungen, die es Ihnen ermöglichen, Mailand (30 Minuten), Comer See (20 Minuten) sowie die Flughäfen von Mailand-Malpensa, Bergamo-Orio al Serio bequem zu erreichen Mailand-Linate.

## Geographie
Olgiate Molgora liegt etwa 13 km südlich der Provinzhauptstadt Lecco und 35 km nordöstlich der Millionen-Metropole Mailand. Im Jahr 1971 hatte die Gemeinde Olgiate Molgora eine Fläche von 725 Hektar.
Die Nachbargemeinden sind Airuno, Brivio, Calco, Colle Brianza, Merate, Montevecchia, Rovagnate und Santa Maria Hoè.

## Geschichte
Einzelne Ortsteile gehen auf die Römerzeit zurück. Der Hauptort Olgiate ist vermutlich langobardischen oder fränkischen Ursprungs. In den Statuten für die Straßen und Gewässer des Herzogtums Mailand wurde er in der Gemeinde Brivio als el locho da Golzà aufgeführt. Im Jahr 1411, mit der Bestätigung der bereits von Bernabò Visconti gewährten Immunitäten und Befreiungen für die Ghibellinen Montis Brianzie partium nostrarum Martexane superioris, und in der am 10. Juli 1412 dem Herzog von Mailand Filippo Maria Visconti geschworenen Urkunde, wurde omnia communia Montisbriantie contrate Martesane genannt, einschließlich Olgiate. Im Grundbuch des Herzogtums Mailand von 1558 und den nachfolgenden Aktualisierungen bis zum 17. Jahrhundert wird Olgiate unter den Gemeinden der Pieve von Brivio aufgeführt. In einem Prospekt aus dem Jahr 1572 (Terre Ducato di Milano, 1572), in dem alle Ländereien des Herzogtums Mailand und andere, die für den Verkauf freigegeben waren, aufgeführt waren, war auch Olgiate enthalten. Aus den Antworten, die im Jahr 1751 auf die 45 Anfragen der königlichen Volkszählungsbehörde gegeben wurden, geht hervor, dass die Gemeinde Olgiate, die zur Pieve Brivio gehörte, zu diesem Zeitpunkt nicht belehnt war. Zur Gemeinde Olgiate gehörten verschiedene Gemeindemitglieder: Brugo con Bon Martino, Monticello, Cassina Casa Nova, Cassina Pelada (Cassina Pilata). Die vorgenannten Cassinas wurden immer der Gemeinde Olgiate zugeordnet. Im Zuge der territorialen Aufteilung, die auf die Reform der Regierung des Staates Mailand im Dezember 1755 folgte und der eine Politik der Zusammenlegung der Gemeinden vorausging, die 1726 (Schätzungen der Territorien des Herzogtums Mailand, 1726) und 1753 (Verzeichnis der Gemeinden des Staates Mailand, 1753) dargelegt wurde, wurden Cassina Pianezzo und Cassina Pilata zu Olgiate zusammengelegt.
Nach der vorübergehenden Vereinigung der lombardischen Provinzen mit dem Königreich Sardinien wurde die Gemeinde Olgiate Molgora mit 983 Einwohnern, die von einem 15-köpfigen Gemeinderat und einem 2-köpfigen Stadtrat verwaltet wird, auf der Grundlage der durch das Gesetz vom 23. Oktober 1859 festgelegten territorialen Aufteilung in den Bezirk III von Brivio, Bezirk III von Lecco, Provinz Como, eingegliedert.
Bei der Gründung des Königreichs Italien im Jahr 1861 hatte die Gemeinde 1.062 Einwohner (Volkszählung 1861). Bis 1863 behielt die Gemeinde den Namen Olgiate und von 1863 bis 1928 nahm die Gemeinde den Namen Olgiate Molgora an. Nach dem Gesetz über die Gemeindeorganisation von 1865 wurde die Gemeinde von einem Bürgermeister, einer Junta und einem Rat verwaltet. Im Jahr 1924 wurde die Gemeinde in den Bezirk Lecco der Provinz Como eingegliedert. Nach der Gemeindereform von 1926 wurde die Gemeinde von einem Podestà verwaltet. Im Jahr 1927 wurden die aufgelösten Gemeinden Calco und Mondonico zur Gemeinde Olgiate Molgora zusammengefasst. Von 1928 bis 1953 behielt die Gemeinde den Namen Olgiate Calco. Nach der Gemeindereform von 1946 wurde die Gemeinde Olgiate Molgora von einem Bürgermeister, einer Junta und einem Rat verwaltet. Im Jahr 1953 wurde die oben erwähnte Gemeinde Calco neu gegründet.

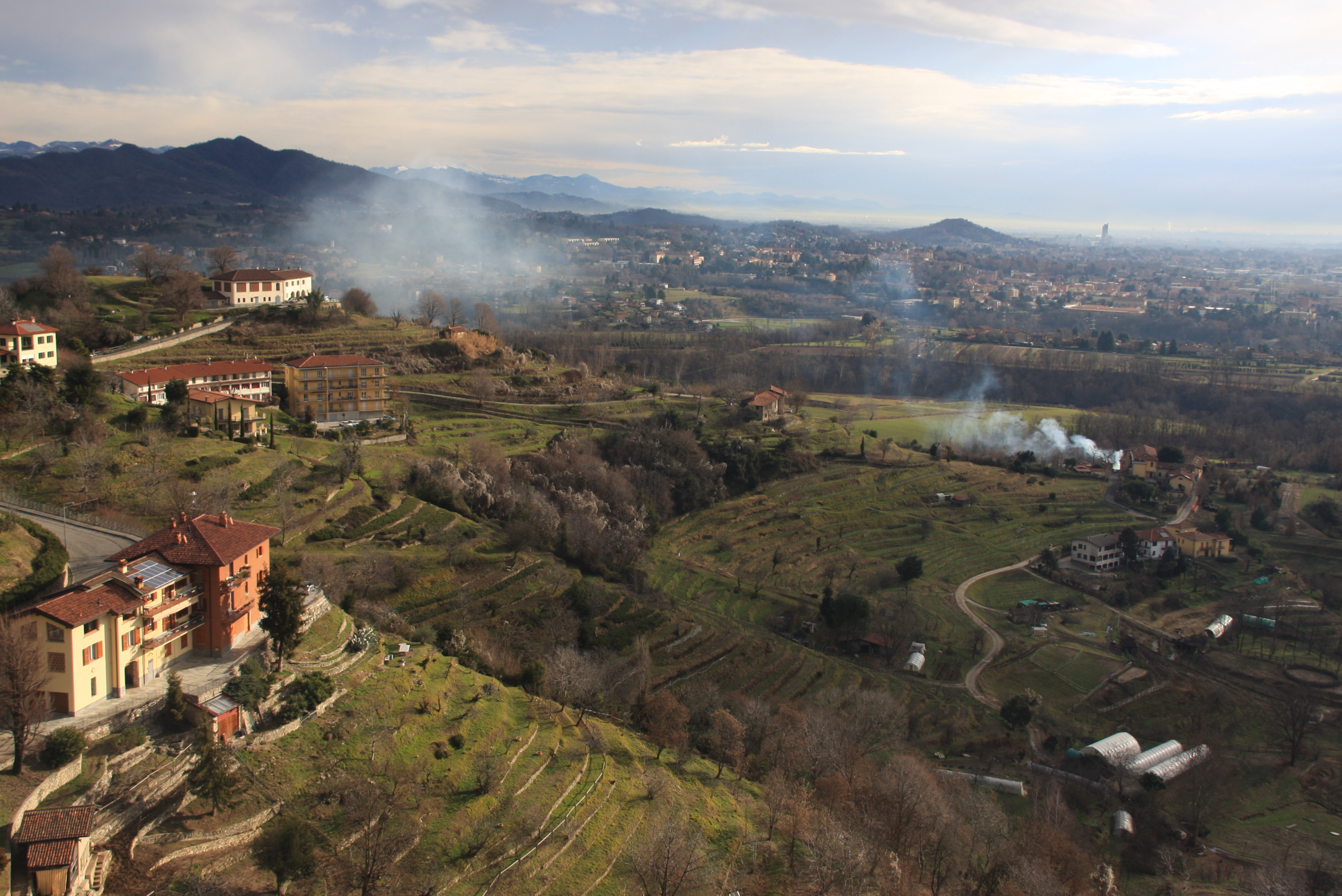
Panorama
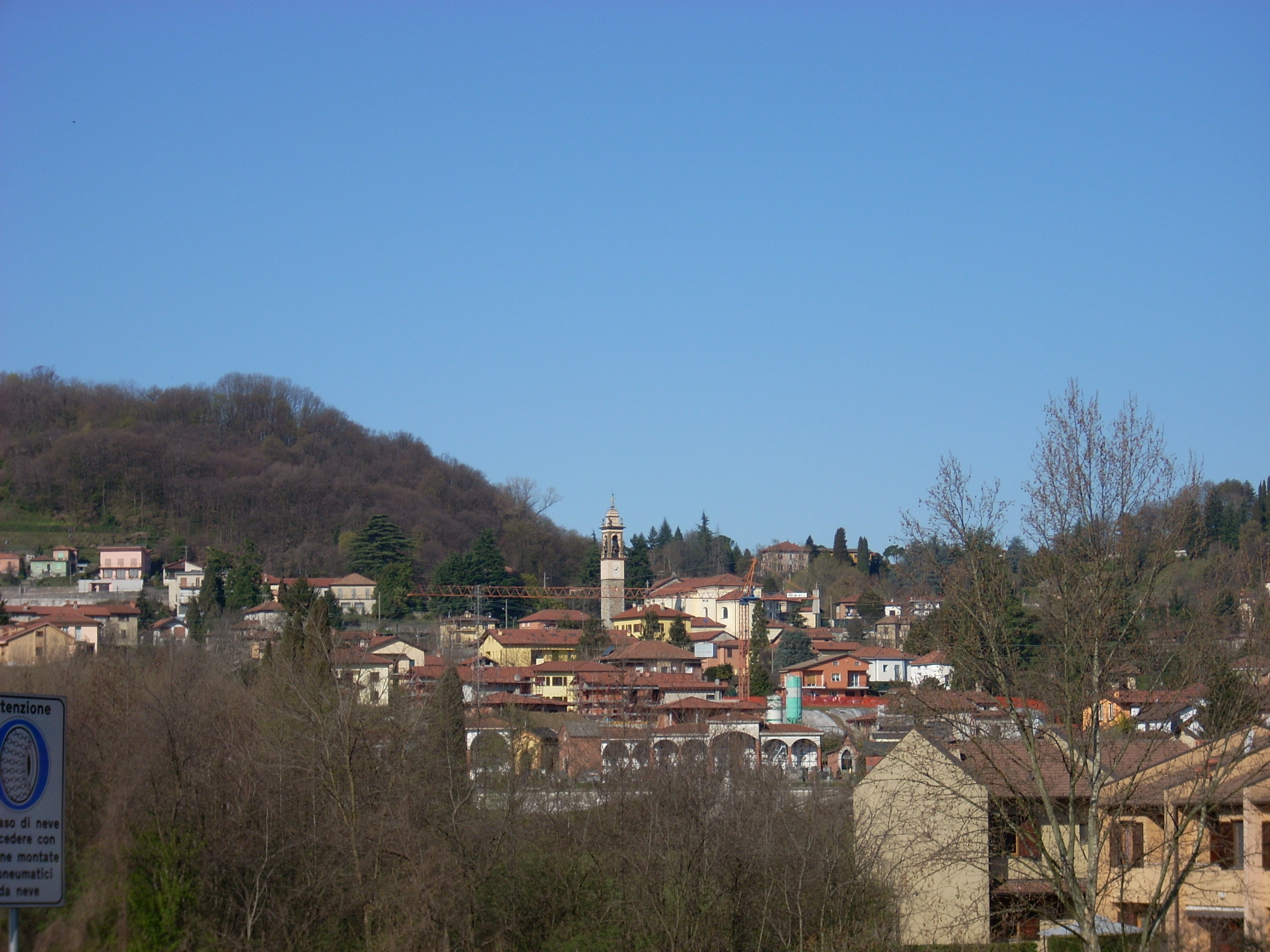
Olgiate Molgora
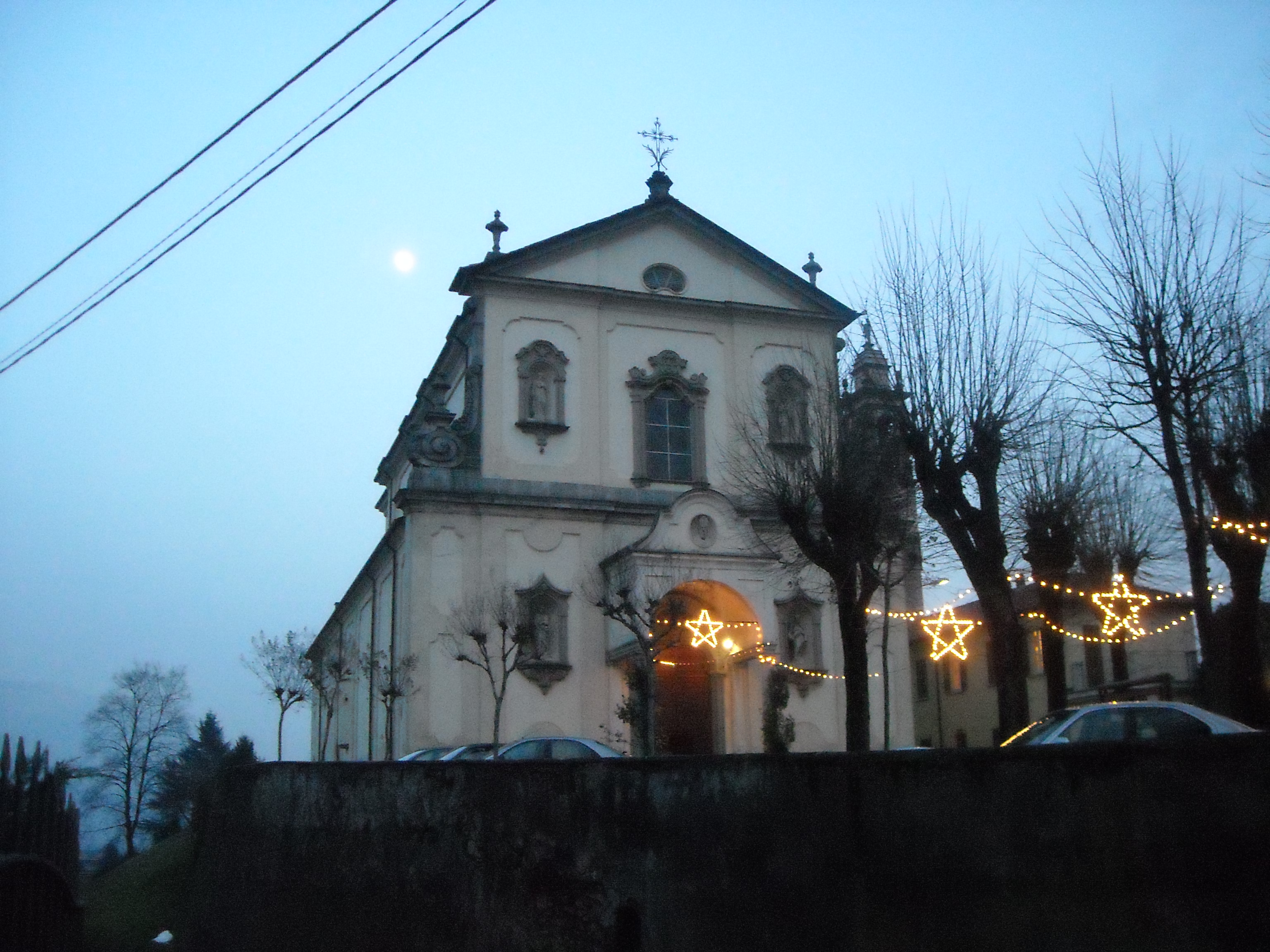
Pfarrkirche San Zeno
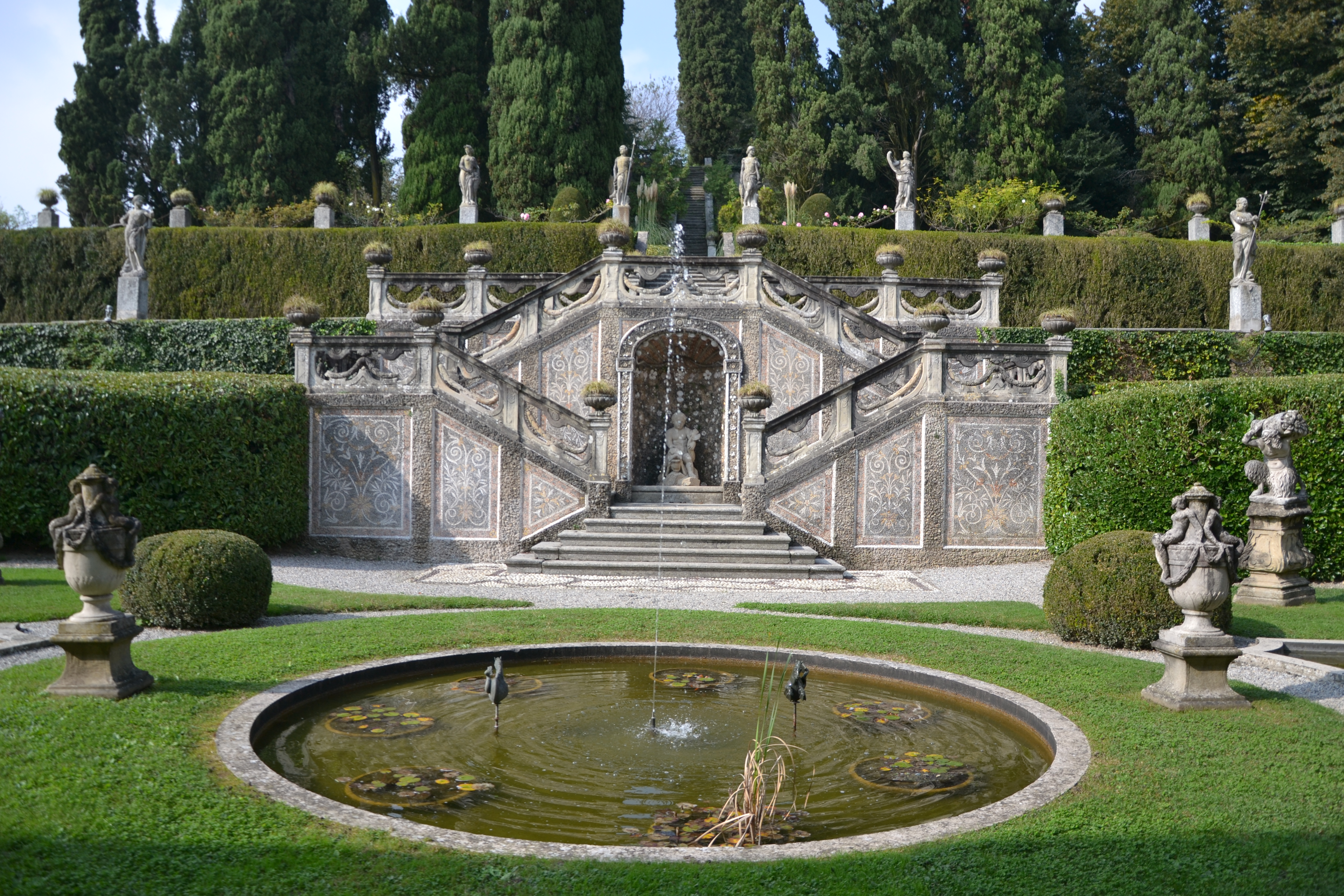
Villa Sommi Picenardi
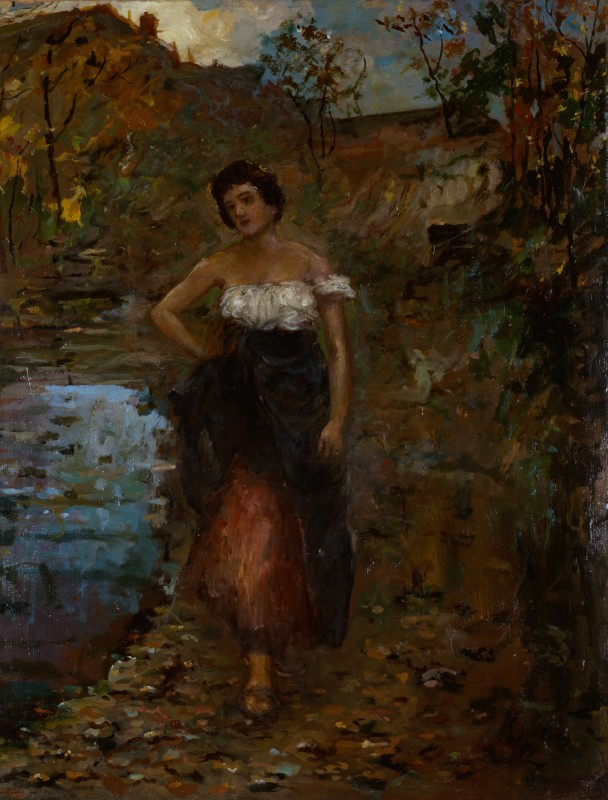
Emilio Gola: Lavandaia a Mondonico
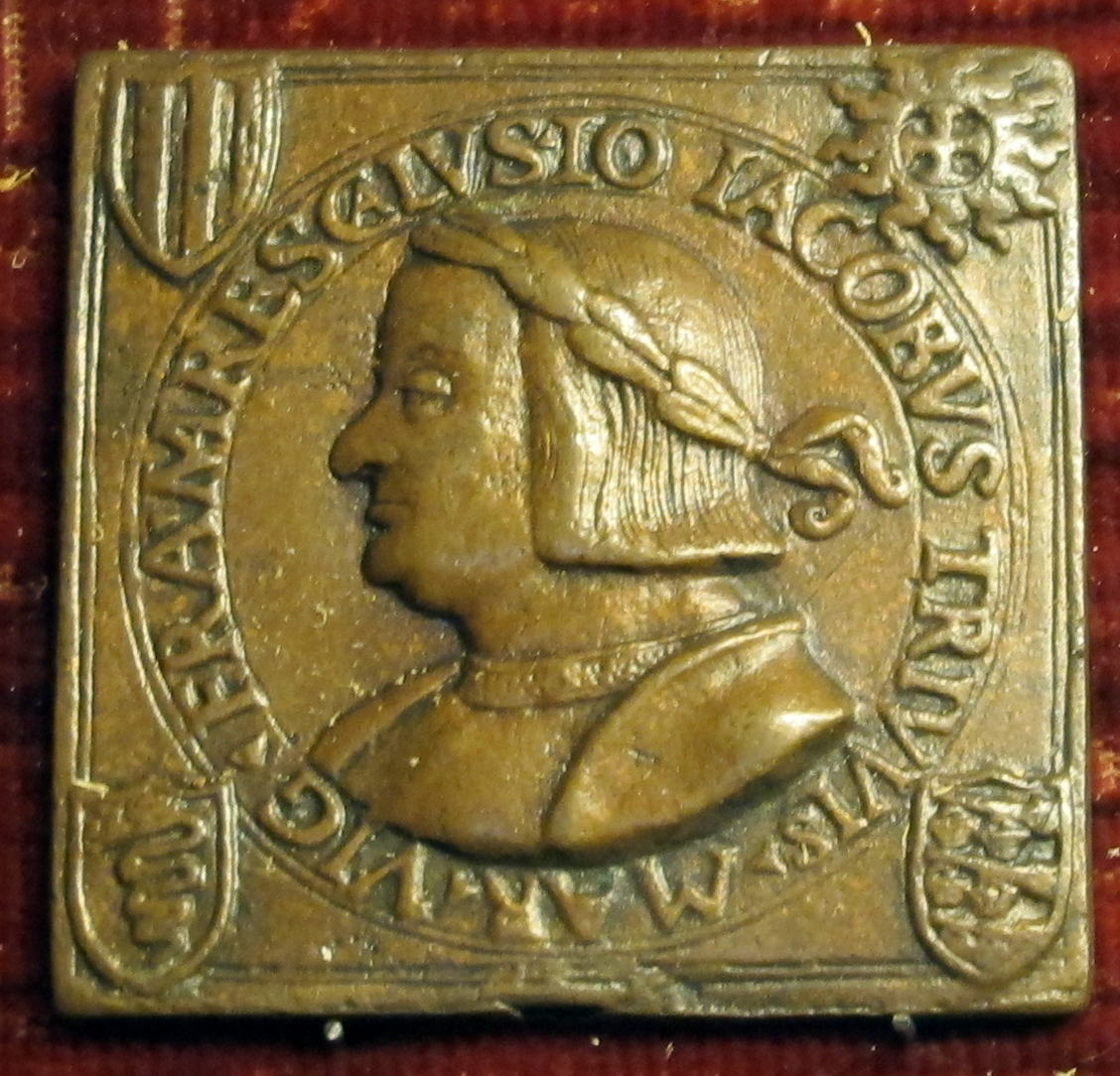
Caradosso: Medaille von Gian Giacomo Trivulzio
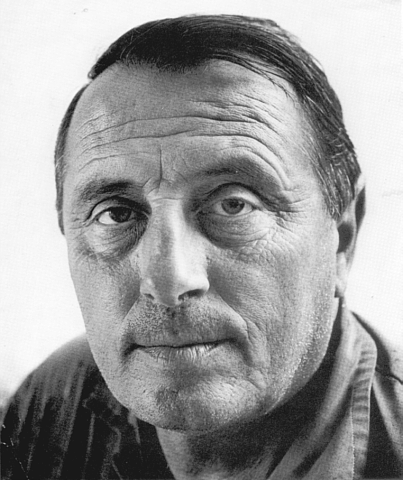
Ennio Morlotti

## Bevölkerungsentwicklung
| Einwohner     | 1.955 | 2.117 | 2.122 | 2.812 | 2.945 | 3.691 | 4.309 | 4.302 | 4.727 | 5.430 | 5.755 | 6.190 | 6.361 |
| Quelle: ISTAT |       |       |       |       |       |       |       |       |       |       |       |       |       |

## Feste & Sehenswürdigkeiten
- Pfarrkirche Maria Mutter der Kirche.[3]
- Kirche Sankt Peter (11.–12. Jahrhundert), in deren Apsis romanische Skulpturen zu sehen sind.
- Kirche San Zeno[4] und Fest des Ortspatrons Zenon von Verona am 12. April.[5]
- Villa Sommi Picenardi (18. Jh.), eingebettet in einen formalen Garten, beherbergt eine Sammlung von Modellmöbeln. Die Villa im neoklassizistischen Stil war ursprünglich ein Barockbau. In der Villa befindet sich die kleine, den Heiligen Ambrosius und Galdino geweihte Kirche (1702).
- Villa Gola (16. Jahrhundert), bekannt als der Buttero, Sitz der Adelsfamilie Gola, zu der auch der Maler Emilio Gola gehörte. Die Villa geht auf einen ursprünglichen Kern aus dem 15. Jahrhundert zurück, der an der Stelle eines Turms der Familie Calchi errichtet wurde. Weitere Bauten wurden im 16., 18. und 19. Jahrhundert hinzugefügt. Kardinal Dugnani war der Patron der Kapelle, die Santa Maria della Neve gewidmet ist (Anfang des 19. Jahrhunderts).
- Villa Maria
- Villa Guzzoni
- Villa Gerli
- Villa Lucini
- Villa del Corno-Porchera

## Persönlichkeiten
- Cristoforo Foppa (1445 oder 1452–1527), genannt Caradosso, Medailleur und Goldschmied
- Emilio Gola, Maler
- Aldo Carpi (1886–1973), Maler
- Ennio Morlotti (1910–1992), Maler
- Enea Noseda, Senator des Königreich Italiens